# إقليم بولوغ

خريطة أقاليم مقدونيا الإحصائية. للمزيد أقاليم مقدونيا الشمالية الإحصائية

المنطقة الإحصائية بولوغ أو إقليم بولوغ ((بالمقدونية: Полошки регион)‏ (بالألبانية: Rajoni Pollog)‏) هي واحدة من ثماني أقاليم في جمهورية مقدونيا الشمالية. بولوغ، تقع في الجزء الشمالي الغربي من البلاد، على الحدود مع ألبانيا وكوسوفو [a]، ويحدها داخليا الإقليم الجنوبي الغربي ومقاطعة إسكوبية.

## البلديات

بلديات المنطقة الإحصائية بولوغ

ينقسم إقليم بولوغ إلى 9 بلديات:
- بوغوفينيي
- بلدية برفينيتسا
- غوستيفار
- Jegunovce
- مافروفو وروستوسا
- Tearce
- بلدية تيتوفو
- Vrapčište
- زلينو

## التركيبة السكانية

خريطة للأغلبية العرقية في المنطقة.

### تعداد السكان
يبلغ عدد السكان الحالي في إقليم بولوغ 304,125 مواطنًا، حسب آخر تعداد سكاني في عام 2002.
| سنة التعداد | تعداد السكان | التغير  |
| ----------- | ------------ | ------- |
| 1994        | 282,432      | لا يوجد |
| 2002        | 304125       | + 8.24٪ |

### الأعراق
بولوغ هي المنطقة الإحصائية الوحيدة في شمال مقدونيا حيث المقدونيون ليسوا الأغلبية فيها.